# Dispositivo de carga acoplada

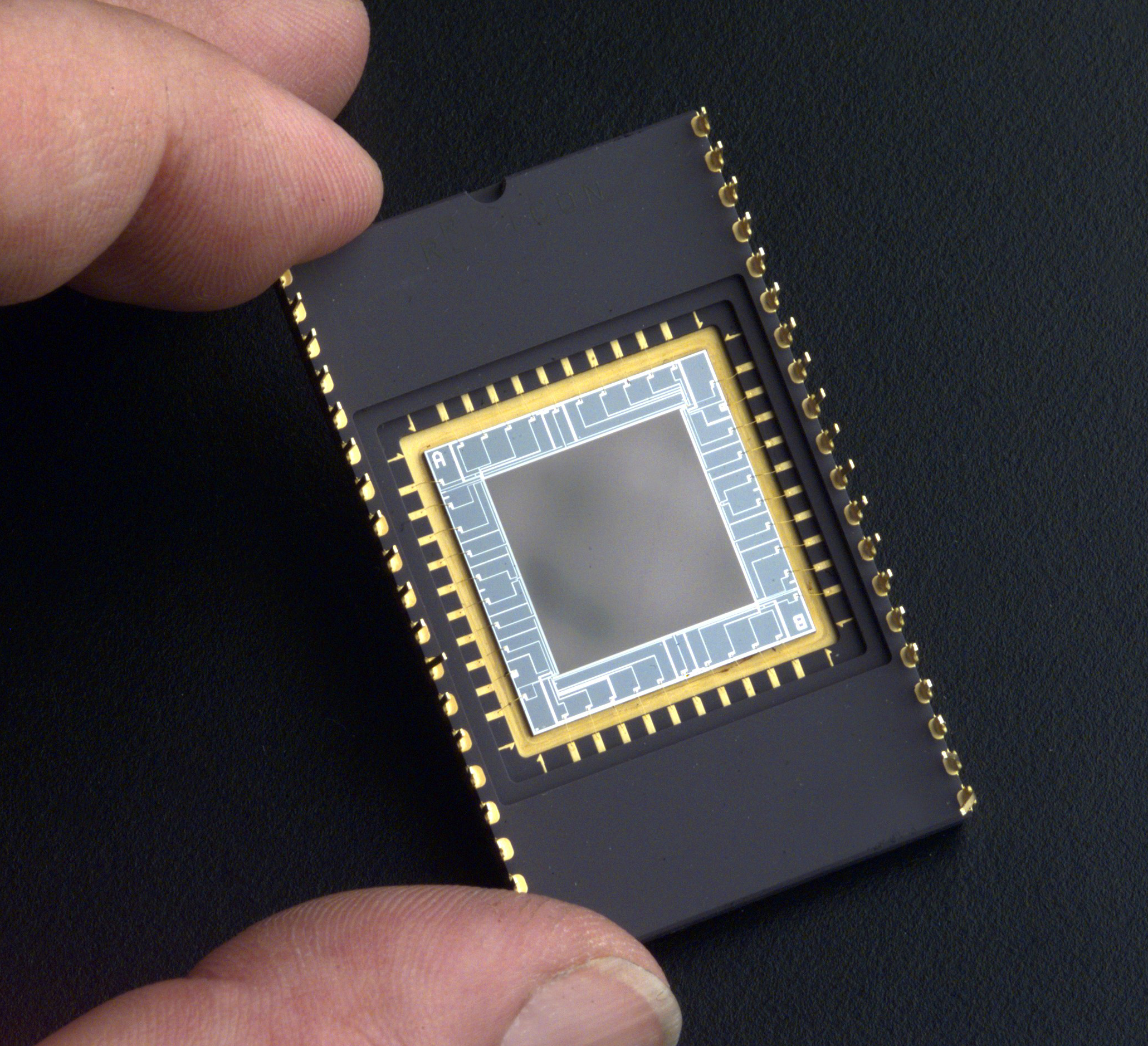
Um CCD especialmente desenvolvido para uso na obtenção de imagens no ultravioleta

Dispositivo de carga acoplada ou CCD (charge-coupled device) é um sensor semicondutor para captação de imagens formado por um circuito integrado que contém uma matriz de capacitores acoplados. Sob o controle de um circuito externo, cada capacitor pode transferir sua carga elétrica para um outro capacitor vizinho.
Os CCDs são peças de grande destaque na tecnologia de imageamento digital, usados em fotografia digital, imagens de satélites, equipamentos médico-hospitalares (como por exemplo os endoscópios), e na astronomia (particularmente em fotometria, óptica e espectroscopia UV e técnicas de alta velocidade).
A capacidade de resolução ou detalhe da imagem depende do tamanho e número de células fotoelétricas do CCD. Expressa-se este número em pixels. Quanto maior o número de pixels, maior a área que pode ser imageada; quanto menor o tamanho dos pixels maior a resolução da imagem. Atualmente as câmeras fotográficas digitais incorporam CCDs com capacidades de até 160 milhões de pixels, o equivalente a 160 megapixels.
Em um sensor CCD, pixels são representados por capacitores MOS com dopagem do tipo P. A conversão dos elétrons incidentes em cargas elétricas acontece na interface entre o óxido e o semicondutor, e o CCD é então utilizado para leitura destas cargas. Apesar de os CCDs não serem a única tecnologia que permite a detecção de luz, sensores de imagem CCD são largamente usados em aplicações em que imagens de alta qualidade são requeridas. Em aplicações com demandas de qualidade menor, tais como câmeras digitais populares ou profissionais, pixeis de sensores ativos (CMOS) são geralmente utilizados.

Princípio de funcionamento de um CCD: cargas elétricas (elétrons, em azul) são confinadas por barreiras de potencial criadas pela aplicação de tensões positiva às portas (gates - G) do dispositivo CMOS. Aplicando-se a tensão aos gates em sequência adequada tem-se a transferência das cargas ao longo da estrutura.

## Princípios de operação
Em um CCD para captura de imagens, há uma região fotoativa e uma região de transmissão feita de um registrador de deslocamento (o CCD, mais precisamente).
Através de lentes, uma imagem é projetada na matriz de capacitores (a região fotoativa) e faz com que cada capacitor acumule uma carga elétrica proporcional à intensidade da luz incidente naquela localização. Um conjunto de capacitores dispostos em uma dimensão (dispostos em fileira) captura uma única fatia da imagem, enquanto que um conjunto bidimensional captura imagens bidimensionais correspondentes à cena projetada no plano focal do sensor. Uma vez que o conjunto de capacitores foi exposto à imagem, um circuito de controle faz com que cada capacitor transfira seu conteúdo ao seu vizinho, operando como um registrador de deslocamento. O último capacitor no conjunto envia sua carga a um amplificador de carga, que a converte em tensão elétrica. O processo acontece repetidamente, e o circuito controlador converte todo o conteúdo no semicondutor em uma sequência de voltagens. Em um dispositivo digital, essas voltagens são amostradas, digitalizadas e normalmente guardadas em uma memória; em um dispositivo analógico, as voltagens são processadas em um sinal analógico contínuo (por exemplo alimentando a saída do amplificador de carga para um filtro passa-baixo), que é então processado e enviado a outros circuitos para transmissão, registro, etc.
Há alguns anos, a tecnologia de fabricação do sensor CCD proporcionava um sensor melhor quando comparado ao sensor CMOS, devido fatores como tecnologia e custo de fabricação. No entanto, um dos fatores que contribuiu para se considerar a substituição deste sensor em dispositivos que usam bateria foi que o sensor CCD consome mais energia que o sensor CMOS. Além disso, a exposição excessiva à luz é melhor corrigida no sensor CMOS, que permite o controle dos pixels de maneira individual. Outro ponto importante é que a função do sensor CCD é capturar a luz e convertê-la para sinais elétricos, deixando o resto do processo, como amplificação e melhorias de imagem, para os demais componentes da câmera.

## Física de operação
Mesmo antes dos capacitores MOS serem expostos à luz, eles possuem viés na região de depleção. Em CCDs com n canais, o silício abaixo do gate de viés (bias gate) é levemente intrínseco ou p-dopado. O viés do gate a um potencial positivo acima do limiar de inversão forte eventualmente resultará na criação de n canais abaixo do gate tal como em um MOSFET. No entanto, é dispendido tempo para atingir este equilíbrio térmico. Inicialmente após o viés, as vacâncias são empurradas para o substrato e não há elétrons móveis na ou perto da superfície. O CCD opera então em um estado de não-equilíbrio chamado de depleção profunda. Após, quando os pares elétron-vacância são gerados na região de depleção, são separados por um campo elétrico que faz com que os elétrons se movam em direção à superfície e as vacâncias em direção ao substrato. Quatro tipos de processos de geração de pares podem ser identificados:
- geração de fóton;
- geração na zona de depleção;
- geração na superfície;
- geração no volume neutro.

Os últimos três processos são conhecidos como geração de corrente escura, e agregam ruído à imagem. Eles podem limitar o tempo de integração total utilizável. O acúmulo de elétrons perto ou na superfície pode proceder tanto até a integração da imagem ser terminada e a carga começar a ser transferida, quanto até o equilíbrio térmico ser atingido.

## Acoplamento Capacitivo
Para que seja efetuado o transporte da informação do dispositivo até o armazenamento de memória do aparelho seria necessário a utilização de condutores metálicos. Entretanto, o uso desse recurso como forma de transpor a imagem de cena capturada não se configura o mais viável por conta do fator de acoplamento capacitivo. Esse fenômeno se dá em decorrência da interação dos campos elétricos dos condutores.
Quando um  condutor passa próximo a uma fonte de ruído, leva esse ruído até um outros circuitos por meio dos campos elétricos. A magnitude do efeito gerado por esse fenômeno  submete-se proporcionalmente à frequência do sinal e inversamente proporcional à  sua distância. Dessa forma, o grau de deturpação depende da oscilação da tensão e a capacitância entre o condutor perturbador e o condutor vítima.

## Por que os engenheiros não optaram por utilizar três sensores?
Como o sensor só consegue capturar a intensidade da luz, ele formaria apenas imagens em preto e branco, e para que ele conseguisse gerar as imagens coloridas foi necessário separar a luz em verde, azul e vermelho. Uma das soluções mais simples, seria utilizar três sensores CCD, cada um dedicado para uma cor, combinando esses três resultados e assim gerar uma imagem colorida. Porém, essa solução sairia muito caro, por utilizar essa quantidade de sensores, com isso surgiu uma solução mais barata, onde os engenheiros utilizaram a matemática para obter o mesmo resultado com apenas um sensor.
A solução criada foi cobrir o sensor com um filtro com seções do tamanho de pixels azuis, vermelhos e verdes, assim, a imagem será formada pelo mosaico dessas três cores, e utilizando um algoritmo eles conseguiram definir uma cor aproximada para cada pixel capturado. Como o pixel tem um mosaico de três cores, o algoritmo verifica o índice de cada cor, se o verde for mais alto e outros forem bem menores ou perto de zero, significa que naquele pixel predomina a cor verde. E através desse algoritmo foi possível determinar uma cor diferente das cores padrões (Verde, vermelho e azul), calculando a mistura desses três índices e gerando a cor correspondente.